# Casco PH

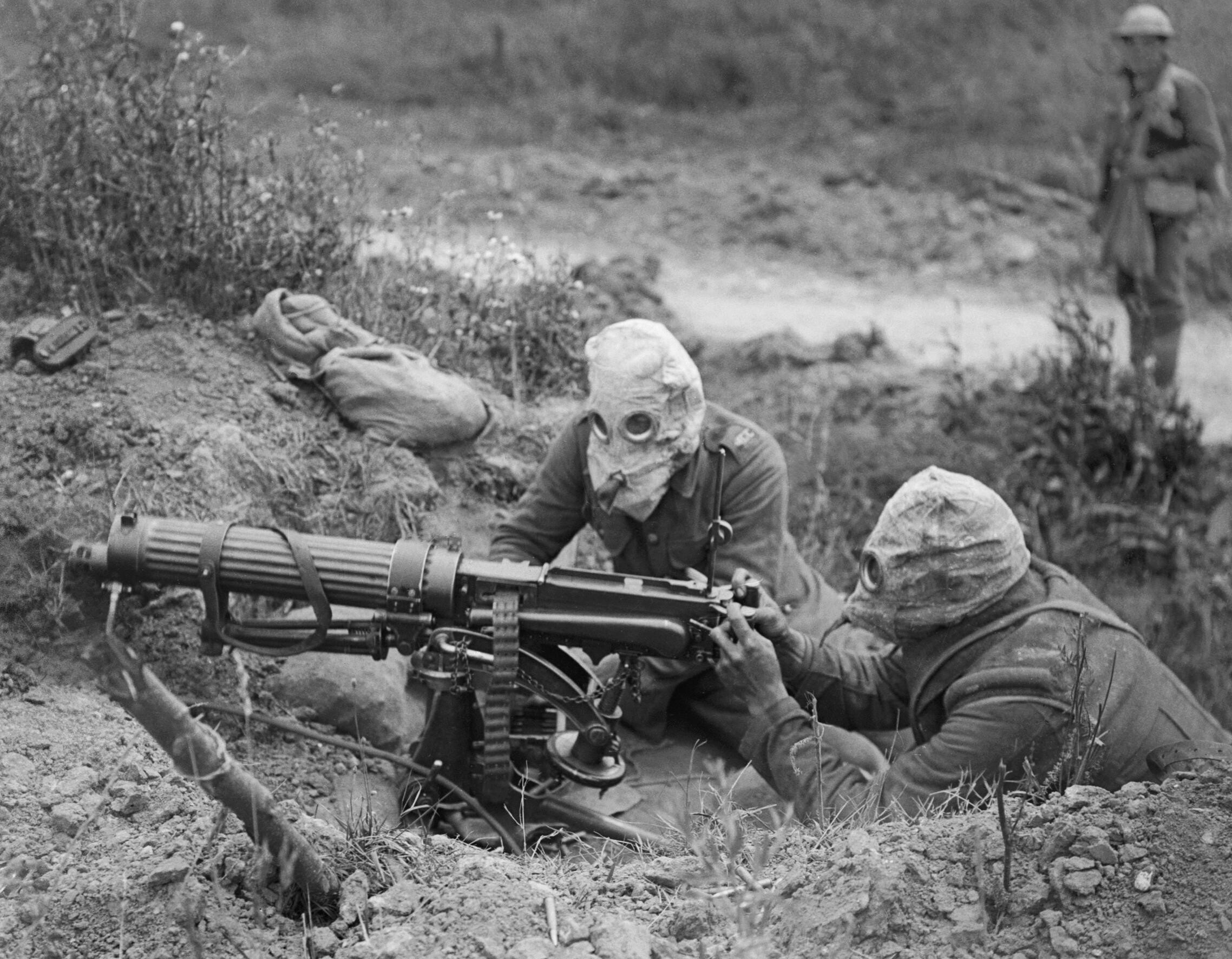
Soldados británicos usando cascos antigás PH en un nido de ametralladora durante la Batalla del Somme, cerca de Ovillers, julio de 1916.

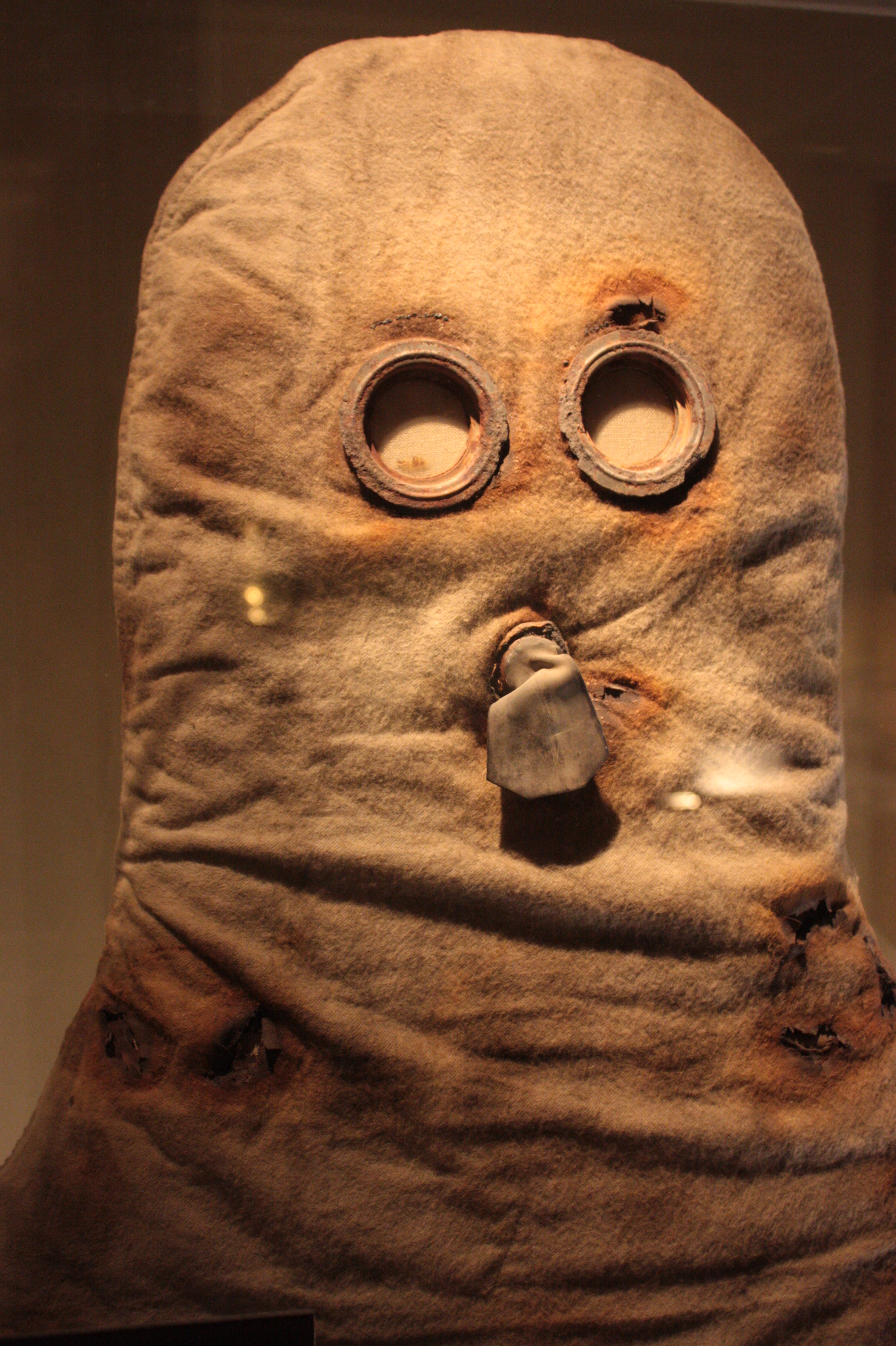
Un casco P británico, alrededor de 1915.

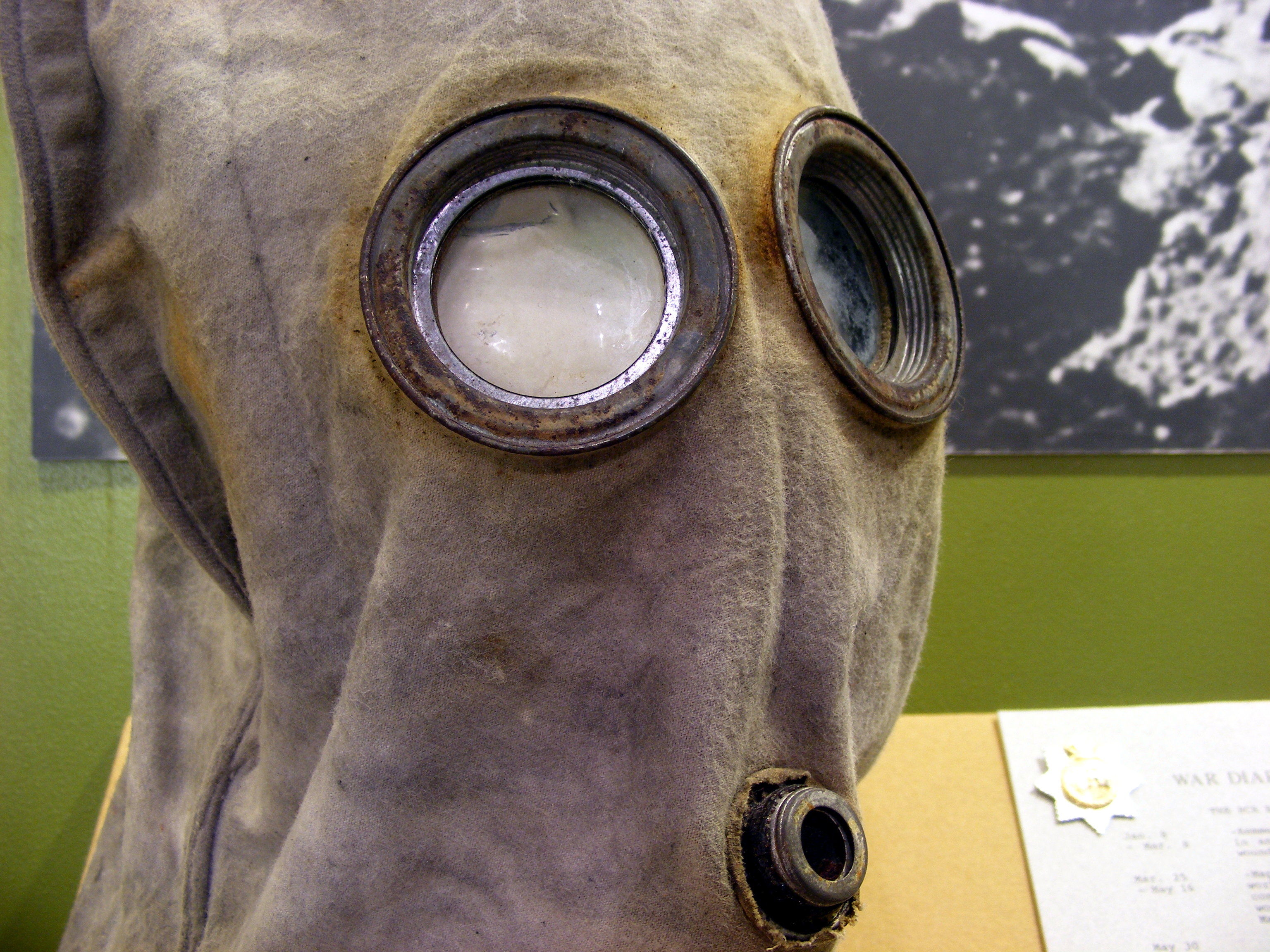
El casco PH del Museo del Real Regimiento Canadiense. Le falta su válvula de ventilación.

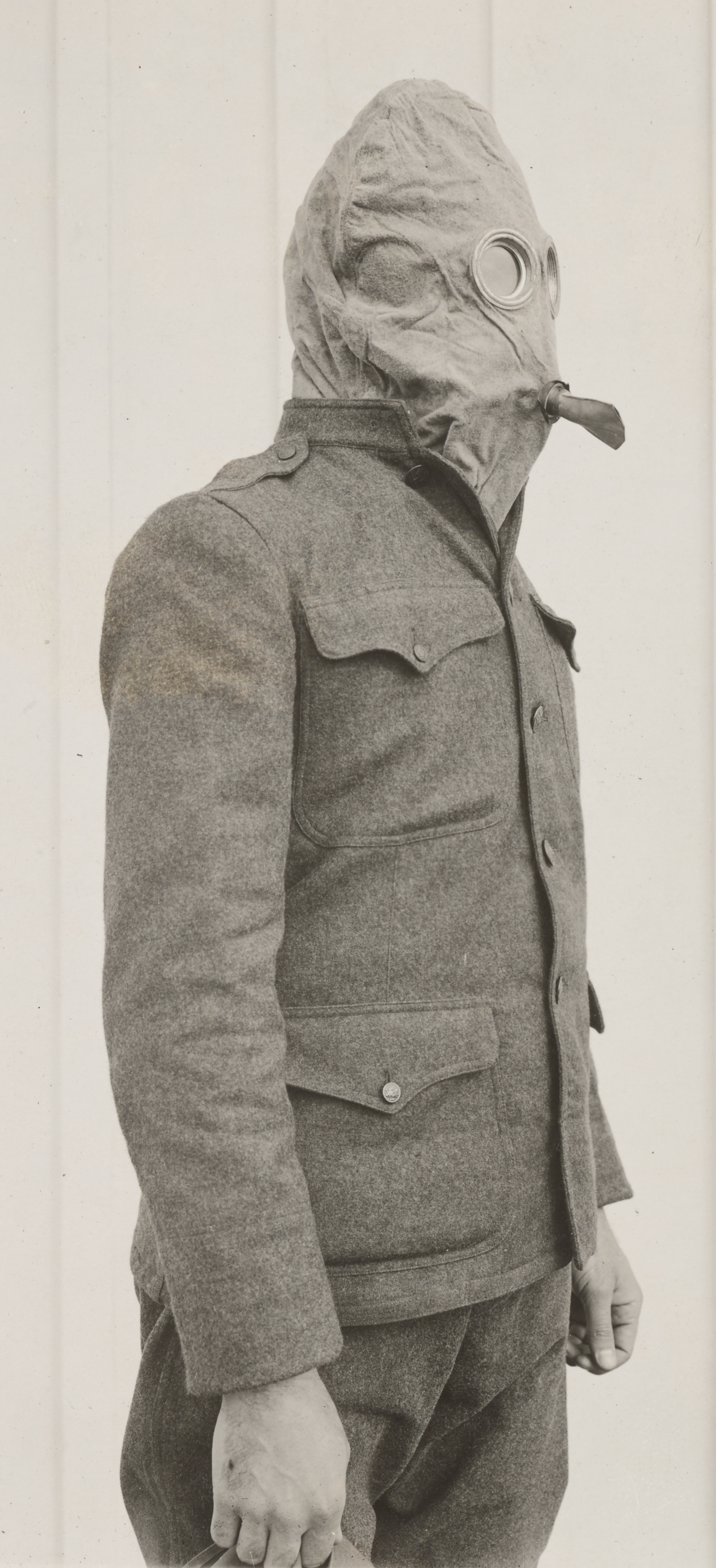
Soldado estadounidense con casco PH.

Los cascos P, PH y PHG eran primigenios modelos de máscaras antigás suministrados por el Ejército británico en la Primera Guerra Mundial, para proteger a sus tropas del cloro, fosgeno y gases lacrimógenos.

## Descripción
En lugar de tener un filtro aparte para retirar los gases venenosos, eran capuchas de tela permeable que cubrían la cabeza y estaban tratadas con productos químicos que neutralizaban los gases.
El casco P (abreviación de Phenate, fenato en inglés), oficialmente llamado Casco de Tubo, apareció en julio de 1915 y reemplazó al más sencillo casco Hypo. Tenía dos oculares hechos de mica en lugar del único visor de su predecesor, así como una válvula de ventilación que era alimentada a través de un tubo de metal que el usuario mantenía en su boca. La válvula de ventilación era necesaria porque el casco tenía dos capas de franela, una tratada y otra sin tratar, ya que la solución roía la tela.
Sus capas de franela tratada estaban empapadas en fenolato de sodio y glicerina, que protegían ante el cloro y el fosgeno, pero no ante el gas lacrimógeno. Se fabricaron unos 9 millones.
El casco PH (abreviación de Phenate Hexamine, fenato hexamina en inglés) lo reemplazó en octubre de 1915 y a su solución se le añadió hexametilentetramina, que mejoró la protección ante el fosgeno y añadió protección ante el ácido cianhídrico. Se fabricaron alrededor de 14 millones y quedó en servicio hasta el final de la guerra, para aquel entonces siendo relegado a unidades de segunda línea.
El casco PHG apareció en enero de 1916 y era similar al casco PH, pero tenía una careta de caucho espojoso para añadir protección ante el gas lacrimógeno. Se produjeron alrededor de 1.500.000 entre 1916 y 1917.
Finalmente fue reemplazado por el respirador de caja pequeña a fines de 1916, ya que este era mucho más eficaz ante altas concentraciones de fosgeno o gas lacrimógeno.